# Salvador Barros
Salvador Barros, (Baguio, 21 februari 1910 - 24 mei 1940) was een Filipijns schrijver van korte verhalen en dichter. Hij maakte gebruik van het pseudoniem Rodavlas.

## Biografie
Salvador Barros werd geboren op 21 februari 1910 in de stad Baguio. Hij was het negende kind van tien van rechter Pedro Barros en Honorata Rico. Hij begon aan de middelbare school aan UP High en maakte zijn school af op de Tayabas Provincial High School. Van 1934 tot 1936 volgde hij een vooropleiding Rechten aan de University of Manila, waarna hij van 1936 tot 1937 begon aan een studie Rechten aan de Philippine Law School. Tijdens zijn studie werkte hij als kantoorklerk op het Bureau of Posts en daarna het Bureau of Lands. Ook was hij secretaris van afgevaardigde Francisco Lavides. In 1937 zag Barros zich vanwege financiële redenen gedwongen om te stoppen met zijn studie.
Barros begon al tijdens zijn studie met schrijven van korte verhalen en gedichten. Ook schreef hij wel essays en politiek en maatschappelijke artikelen In 1937 won hij een gouden medaille als beste schrijver van korte verhalen in het Tagalog. Zijn werk verscheen in publicaties als Taliba, Liwayway, Sampagita. Ook was hij columnist voor Mabuhay. In totaal schreef Barros zo'n 50 gedichten en 40 korte verhalen. Een van zijn korte verhalen, Paniningil ng Alila is opgenomen in Mga Kuwentong ginto, 1925-1935 van Alejandro G. Abadilla en Clodualdo del Mundo
Barros overleed in 1940 op 30-jarige leeftijd aan dysenterie en tuberculose. Hij is nooit getrouwd.